# Ni es lo mismo ni es igual
Ni es lo mismo ni es igual  (рус. «Ни то, ни другое») — восьмой альбом певца и композитора из Доминиканской Республики Хуана Луиса Герры, записанный им вместе со своей группой «440». Диск выпущен в свет 15 декабря 1998 года лейблом звукозаписи Karen.
Альбом «No es lo mismo ni es igual» был награждён премией Latin Grammy-2000 в номинациях «Лучший исполнитель жанра „Тропикаль“» и «Лучшая звукорежиссура».

## Список композиций
| Номер | Название                     | Длительность |
| ----- | ---------------------------- | ------------ |
| 1.    | Mi PC                        | 3:17         |
| 2.    | Vale la pena                 | 3:27         |
| 3.    | La hormiguita                | 3:04         |
| 4.    | Quisiera                     | 3:50         |
| 5.    | El Niágara en bicicleta      | 4:25         |
| 6.    | Palomita blanca              | 3:44         |
| 7.    | Testimonio                   | 4:18         |
| 8.    | Amapola                      | 3:04         |
| 9.    | El primo                     | 3:47         |
| 10.   | Sobremesa                    | 1:19         |
| 11.   | Amor de conuco (bonus track) | 3:09         |

## Участники записи

### Музыканты
- Автор и композитор: Хуан Луис Герра (Juan Luis Guerra);
- Вокалисты «440»: Адальхиса Панталеон (Adalgisa Pantaleón), Рохер Сайас-Басан (Roger Zayas-Bazán), Кико Рисек (Quico Rizek);
- Гитара: Хуан Луис Герра (Juan Luis Guerra), Рафаэль Пайян (Rafael Payán);
- Фортепиано и синтезатор: Марко Эрнандес (Marco Hernández);
- Фортепиано (меренге): Хуан Вальдес (Juan Valdez);
- Контрабас: Эктор Сантана (Héctor Santana);
- Тамбора, конги, бонго, тимбаль и мараки: Хуан «Чоколате» де ла Крус (Juan «Chocolate» De La Cruz);
- Перкуссия: Исидро Бобадилья (Isidro Bobadilla);
- Гуира: Рафаэль Херман (Rafael Germán);
- Тромбон: Тоньито Васкес (Toñito Vásquez), Хуан Хосе Флете (Juan José Flete);
- Труба: Анхи Мачадо (Angie Machado), Роден Сантос (Rodhen Santos);
- Альт-саксофон и тенор-саксофон: Хуан Колон (Juan Colón);
- Аккордеон: Лео Пиментель (Leo Pimentel);
- Куплеты: Эухенио Вандерхорст (Eugenio Vanderhorst), Янина Росадо (Janina Rosado), Хуан Колон (Juan Colón).

### Приглашённые музыканты
- Соло на трубе в «El primo» и рояль в «Vale la pena»: Артуро Сандоваль (Arturo Sandoval);
- Ударные в «Mi PC» и «Vale la pena»: Ли Левин (Lee Levin);
- Баритон в «El primo»: Эд Калье (Ed Calle);
- Виолончель в «Amapola»: Франсуа Боо (François Bauhaud);
- Перкуссия в «Vale la pena» и «Quisiera»: Луис Энрике (Luis Enrique), Эдвин Бонилья (Edwin Bonilla), Даниэль Берроа (Daniel Berroa);
- Хор в «Quisiera»: Мариэла Меркадо (Mariela Mercado), Хуан Рисек (Juan Rizek), Клодин Боно (Claudine Bonó), Агустин Эредиа (Agustín Heredia), Одри Кампос (Audrey Campos), Каролина Эрнандес (Carolina Hernández), Клаудиа Сьерра (Claudia Sierra), Франк Сеара (Frank Ceara), Ивелис Хель (Ivelisse Gell), Луис Гусман (Luis Guzmán), Исраэль Келли (Israel Kelly);
- Фортепиано в «Quisiera»: Луис Марин (Luis Marín);
- Контрабас в «Quisiera»: Педро Перес (Pedro Pérez);
- Тимбаль и бонго в «Quisiera»: Чарли Сьерра (Charlie Sierra);
- Конга в «Quisiera»: Джимми Моралес (Jimmy Morales).

### Запись
- Продюсер и директор: Хуан Луис Герра (Juan Luis Guerra);
- Исполнительный продюсер: Бьенвенидо Родригес (Bienvenido Rodríguez);
- Ко-продюсер: Марко Эрнандес (Marco Hernández);
- Микс: Эрик Шиллинг (Eric Schilling);
- Звукорежиссёры:
  - Эрик Шиллинг (Eric Schilling), Майк Куцци (Mike Couzzi), Карлос Альварес (Carlos Álvarez) — Майами;
  - Хули Руис (July Ruiz), Карлос Ордель (Carlos Ordehl) — 440 Studio;
  - Эрик Рамос (Eric Ramos), Луис Мансилья (Luis Mansilla), Боливар Гомес (Bolívar Gómez), Мигель Эрнандес (Miguel Hernández) — Санто-Доминго;
- Ассистенты: Кристин Трамонтано (Christine Tramontano), Скотт Киркланд (Scott Kirkland), Ханна Наккон (Hannah Nackcon);
- Управление: Сильвестро Пьеррина (Silvestro Pierrina), Ингрид Роджерс (Ingrid Rogers), Орландо Сальянт (Orlando Salliant);
- Записано в студиях: EN KIU и Midlab (Санто-Доминго), Criteria Studio, New River Studio и Crescent Moon(Майами), 440 Studio (Нью-Йорк).

### Обложка и буклет
- Дизайн: Элена Рамирес (Elena Ramírez), Рауль Санчес (Raúl Sánchez);
- Тексты: Эдуардо Диас Герра (Eduardo Díaz Guerra);
- Студийная фотография: Хайме Энрике де Марчена (Jaime Enrique de Marchena);
- Натурная фотография: Николь Санчес (Nicole Sánchez).